# Anton Eduard Kieldrup

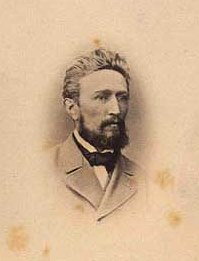
Porträt Anton Eduard Kieldrups, 1860er Jahre

Anton Eduard Kieldrup, auch Anton Edvard Kiedrup (* 16. Februar 1826 in Hadersleben, damals Herzogtum Schleswig; † 22. Mai 1869 in Kopenhagen, Königreich Dänemark), war ein dänischer Landschaftsmaler des 19. Jahrhunderts.

## Leben
Kieldrup war der Sohn eines Schiffsführers und erlernte das Malerhandwerk in seiner Heimatstadt. Er besuchte die Königlich Dänische Kunstakademie in Kopenhagen in den Jahren von 1845 bis 1847. Er begann 1849 mit seiner ersten Ausstellung von Landschaften, nachdem er in den Jahren 1847/1848 eine Studienreise nach Norwegen gemacht hatte. In den Jahren 1851 und 1852 erhielt er jeweils Stipendien der Kunstakademie für weitere Studienreisen. 1858 und 1859 verbrachte er auf eigene Kosten in München. Die Ergebnisse dieses Aufenthalts wurden im folgenden Jahr ausgestellt und begeisterten die Kunstfreunde in Kopenhagen so sehr, dass er ein Akademisches Reisestipendium der Akademie erhielt. Die Reise führte ihn über den Winter 1863/1864 nach Düsseldorf und beeinflusste seine weiteren Arbeiten in Farbsetzung und Wahl der Themen.
Kieldrup gehörte zu der jungen Generation der Landschaftsmaler. Er befreite sich von den Einflüssen seiner Vorgänger als Landschaftsmaler und stellte die Natur seiner Heimat in frischen Farben und nicht arrangiert dar.
Kieldrup war verheiratet. Er wurde auf dem Kopenhagener Garnisonsfriedhof bestattet.

## Werke

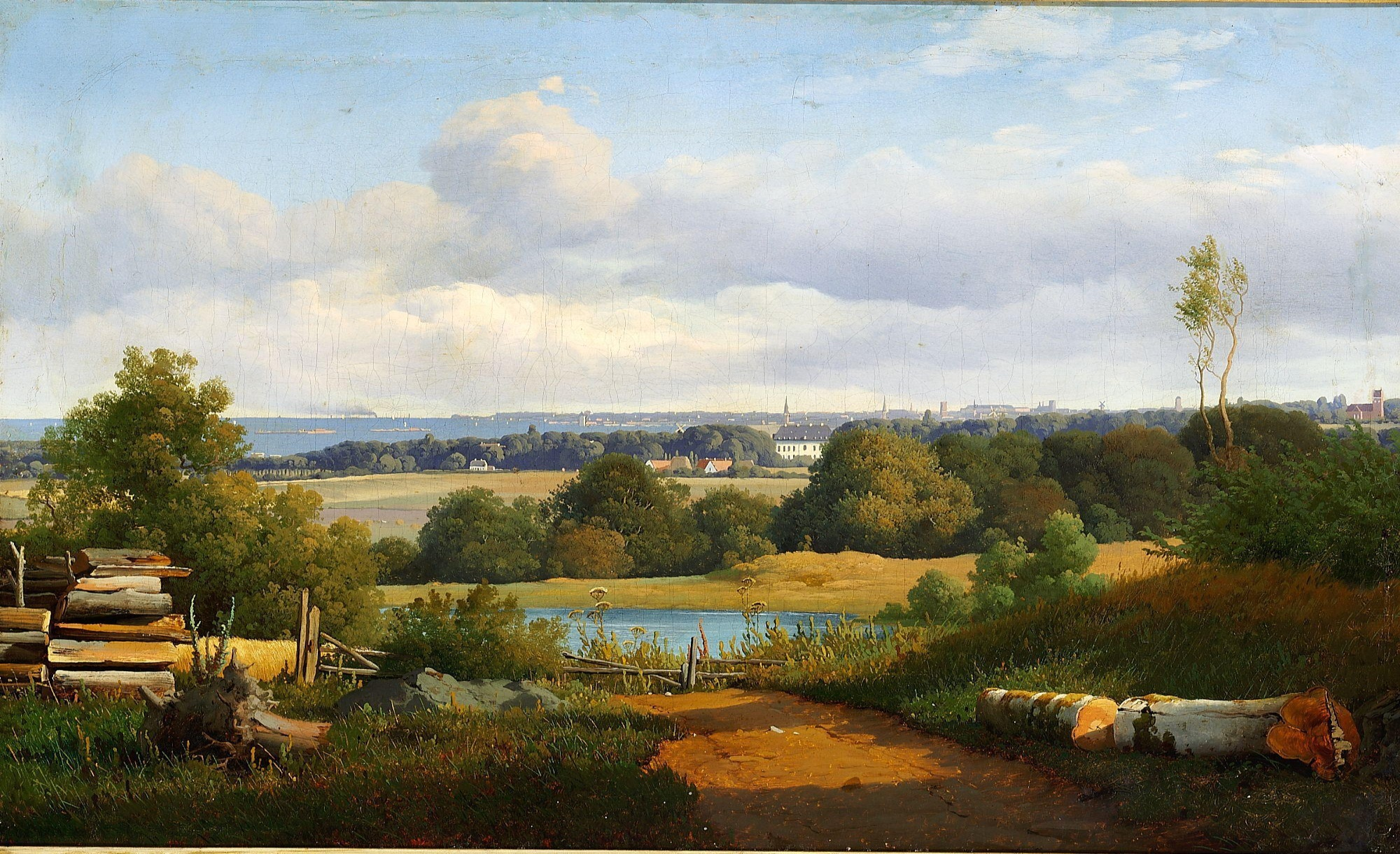
Partie bei Ermelunden

- Das Bornholms Kunstmuseum zeigt einige seiner Gemälde aus den Jahren 1842 bis 1869.
- 1847/1848: Ansicht eines norwegischen Sägewerks, Museum Sønderjylland.
- Das Museum von Roskilde besitzt drei seiner Ansichten des Doms aus den Jahren ab 1842.
- 1858: Ansicht der alten Kalkbrennerei, Statens Museum for Kunst, Kopenhagen.
- 1842 bis 1869: Skizze vom Furesee, Statens Museum for Kunst, Kopenhagen.
- Partie bei Ermelunden mit Blick auf die Kirche von Getoften, Schloss Bernstorff und Kopenhagen, Öl auf Leinwand, 42 × 69 cm.